# Uruguayaans voetbalelftal in 1991
Het Uruguayaans voetbalelftal speelde in totaal dertien interlands in het jaar 1991, waaronder vier wedstrijden bij de strijd om de Copa América in Chili. De ploeg van bondscoach Luis Cubilla werd in de groepsronde uitgeschakeld. Doelman Fernando Álvez en verdediger Éber Moas kwamen in alle dertien duels in actie.

## Balans
| Wedstrijden | Wedstrijden | Wedstrijden | Wedstrijden | Doelpunten | Doelpunten | Doelpunten | Punten |
| Gespeeld    | Winst       | Gelijk      | Verlies     | Voor       | Tegen      | Saldo      | Punten |
| ----------- | ----------- | ----------- | ----------- | ---------- | ---------- | ---------- | ------ |
| 13          | 4           | 5           | 4           | 12         | 11         | +1         | 1.000  |

## Interlands
|                               |                  |       |         |                                                                                       |
| 5 mei Vriendschappelijk № 559 | Verenigde Staten | 1 – 0 | Uruguay | Mile High Stadium, Denver Toeschouwers: 35.772 Scheidsrechter: Tony Evangelista (CAN) |
| 5 mei Vriendschappelijk № 559 | Peter Vermes 26' |       |         | Mile High Stadium, Denver Toeschouwers: 35.772 Scheidsrechter: Tony Evangelista (CAN) |

|                               |        |                                       |         |                                                                                          |
| 7 mei Vriendschappelijk № 560 | Mexico | 0 – 2                                 | Uruguay | Memorial Coliseum, Los Angeles Toeschouwers: 25.000 Scheidsrechter: Arturo Angeles (USA) |
| 7 mei Vriendschappelijk № 560 |        | 60' Víctor López 88' Gustavo Ferreyra |         | Memorial Coliseum, Los Angeles Toeschouwers: 25.000 Scheidsrechter: Arturo Angeles (USA) |

|                                |            |                    |         |                                                                                       |
| 14 mei Vriendschappelijk № 561 | Costa Rica | 0 – 1              | Uruguay | Estadio Nacional, San José Toeschouwers: 3.500 Scheidsrechter: Ronald Gutiérrez (CRC) |
| 14 mei Vriendschappelijk № 561 |            | 89' Gabriel Cedrés |         | Estadio Nacional, San José Toeschouwers: 3.500 Scheidsrechter: Ronald Gutiérrez (CRC) |

|                                |                                      |       |                        |                                                                                       |
| 30 mei Vriendschappelijk № 562 | Chili                                | 2 – 1 | Uruguay                | Estadio Santa Laura, Santiago Toeschouwers: 6.000 Scheidsrechter: Iván Guerrero (CHI) |
| 30 mei Vriendschappelijk № 562 | Marcelo Vega 63' Aníbal González 80' |       | 89' (e.d.) Luis Abarca | Estadio Santa Laura, Santiago Toeschouwers: 6.000 Scheidsrechter: Iván Guerrero (CHI) |

|                                 |                  |       |         |                                                                                |
| 12 juni Vriendschappelijk № 563 | Peru             | 1 – 0 | Uruguay | Estadio Nacional, Lima Toeschouwers: 16.500 Scheidsrechter: José Ramírez (PER) |
| 12 juni Vriendschappelijk № 563 | Jorge Hirano 52' |       |         | Estadio Nacional, Lima Toeschouwers: 16.500 Scheidsrechter: José Ramírez (PER) |

|                                 |         |       |      |                                                                                                |
| 20 juni Vriendschappelijk № 564 | Uruguay | 0 – 0 | Peru | Estadio Centenario, Montevideo Toeschouwers: 12.000 Scheidsrechter: Otello Roberto Spano (URU) |
| 20 juni Vriendschappelijk № 564 |         |       |      | Estadio Centenario, Montevideo Toeschouwers: 12.000 Scheidsrechter: Otello Roberto Spano (URU) |

|                                 |                                              |       |                |                                                                                       |
| 26 juni Vriendschappelijk № 565 | Uruguay                                      | 2 – 1 | Chili          | Estadio Centenario, Montevideo Toeschouwers: 6.000 Scheidsrechter: Jorge Nieves (URU) |
| 26 juni Vriendschappelijk № 565 | Henry López Báez 11' Peter Méndez 64' (pen.) |       | 15' Hugo Rubio | Estadio Centenario, Montevideo Toeschouwers: 6.000 Scheidsrechter: Jorge Nieves (URU) |

| Copa América 1991 |
| ----------------- |

|                                   |                        |       |                         |                                                                                          |
| 7 juli Copa América Groep B № 566 | Bolivia                | 1 – 1 | Uruguay                 | Estadio Playa Ancha, Valparaíso Toeschouwers: 10.000 Scheidsrechter: Carlos Maciel (PAR) |
| 7 juli Copa América Groep B № 566 | Juan Berthy Suárez 16' |       | 73' Ramón Víctor Castro | Estadio Playa Ancha, Valparaíso Toeschouwers: 10.000 Scheidsrechter: Carlos Maciel (PAR) |

|                                   |                           |       |                   |                                                                                          |
| 9 juli Copa América Groep B № 567 | Uruguay                   | 1 – 1 | Ecuador           | Estadio Sausalito, Viña del Mar Toeschouwers: 18.430 Scheidsrechter: Gastón Castro (CHI) |
| 9 juli Copa América Groep B № 567 | Gustavo Méndez 47' (pen.) |       | 43' Álex Aguinaga | Estadio Sausalito, Viña del Mar Toeschouwers: 18.430 Scheidsrechter: Gastón Castro (CHI) |

|                                    |                |       |                  |                                                                                                |
| 11 juli Copa América Groep B № 568 | Brazilië       | 1 – 1 | Uruguay          | Estadio Sausalito, Viña del Mar Toeschouwers: 15.448 Scheidsrechter: Juan Carlos Loustau (ARG) |
| 11 juli Copa América Groep B № 568 | João Paulo 29' |       | 66' Peter Méndez | Estadio Sausalito, Viña del Mar Toeschouwers: 15.448 Scheidsrechter: Juan Carlos Loustau (ARG) |

|                                    |                  |       |          |                                                                                                |
| 15 juli Copa América Groep B № 569 | Uruguay          | 1 – 0 | Colombia | Estadio Sausalito, Viña del Mar Toeschouwers: 30.000 Scheidsrechter: Juan Carlos Loustau (ARG) |
| 15 juli Copa América Groep B № 569 | Peter Méndez 19' |       |          | Estadio Sausalito, Viña del Mar Toeschouwers: 30.000 Scheidsrechter: Juan Carlos Loustau (ARG) |

|  |  |  |  |  |  |  |  |  |

|                                     |                              |       |                      |                                                                                           |
| 4 september Vriendschappelijk № 570 | Spanje                       | 2 – 1 | Uruguay              | Estadio Carlos Tartiere, Oviedo Toeschouwers: 21.600 Scheidsrechter: Jaap Uilenberg (NED) |
| 4 september Vriendschappelijk № 570 | Martín Vázquez 8' Manolo 18' |       | 66' Alvaro Gutiérrez | Estadio Carlos Tartiere, Oviedo Toeschouwers: 21.600 Scheidsrechter: Jaap Uilenberg (NED) |

|                                     |                      |       |                    |                                                                                               |
| 20 november Vriendschappelijk № 571 | Mexico               | 1 – 1 | Uruguay            | Estadio Luis de la Fuente, Veracruz Toeschouwers: 18.000 Scheidsrechter: Angelo Bratsis (USA) |
| 20 november Vriendschappelijk № 571 | Porfirio Jiménez 82' |       | 72' Gabriel Cedrés | Estadio Luis de la Fuente, Veracruz Toeschouwers: 18.000 Scheidsrechter: Angelo Bratsis (USA) |

## Statistieken
| Fernando Álvez        | 1959-09-04 | Independiente Medellín | 13 | 0 | 0 | 32 | 0 |
| Verdediging           |            |                        |    |   |   |    |   |
| Éber Moas             | 1969-03-25 | CA Independiente       | 13 | 0 | 0 | 15 | 0 |
| Guillermo Sanguinetti | 1966-06-21 | Gimnasia y Esgrima     | 9  | 0 | 0 | 9  | 0 |
| Rubén dos Santos      | 1969-11-16 | Peñarol                | 8  | 2 | 0 | 10 | 0 |
| Daniel Revelez        | 1959-09-30 | Club Nacional          | 8  | 0 | 0 | 20 | 1 |
| Daniel Sánchez        | 1961-05-03 | Danubio FC             | 5  | 1 | 0 | 7  | 1 |
| Paolo Montero         | 1971-09-03 | Peñarol                | 4  | 0 | 0 | 4  | 0 |
| José Pintos Saldanha  | 1964-03-25 | Club Nacional          | 2  | 0 | 0 | 12 | 0 |
| Leonardo Ramos        | 1969-09-11 | CA Progreso            | 1  | 1 | 0 | 2  | 0 |
| Cesilio de los Santos | 1965-02-12 | Club América           | 1  | 0 | 0 | 1  | 0 |
| Fernando Rosa         | 1966-01-21 | Peñarol                | 1  | 0 | 0 | 1  | 0 |
| Héctor Rodríguez      | 1968-10-22 | Defensor Sporting Club | 0  | 1 | 0 | 1  | 0 |
| Middenveld            |            |                        |    |   |   |    |   |
| Héctor Morán          | 1962-02-13 | Club Deportivo Mandiyú | 9  | 0 | 0 | 10 | 0 |
| Henry López Báez      | 1967-07-03 | CA Bella Vista         | 7  | 1 | 1 | 8  | 1 |
| Víctor López          | 1971-04-09 | Peñarol                | 7  | 0 | 1 | 7  | 1 |
| Marcelo Fracchia      | 1968-01-04 | Central Español        | 7  | 0 | 0 | 7  | 0 |
| Ramón Víctor Castro   | 1964-06-13 | Club Deportivo Mandiyú | 6  | 1 | 1 | 7  | 1 |
| Álvaro Gutiérrez      | 1968-07-21 | CA Bella Vista         | 5  | 5 | 1 | 10 | 1 |
| Rubén Pereira         | 1968-01-28 | US Cremonese           | 5  | 0 | 0 | 25 | 1 |
| César Silvera         | 1971-05-06 | FC Lugano              | 4  | 2 | 0 | 6  | 0 |
| Edgar Borges          | 1969-07-15 | Club Nacional          | 3  | 3 | 0 | 8  | 0 |
| Gabriel Cedrés        | 1970-03-03 | Peñarol                | 2  | 6 | 2 | 11 | 2 |
| Santiago Ostolaza     | 1962-07-10 | Cruz Azul              | 2  | 0 | 0 | 30 | 5 |
| William Castro        | 1962-05-22 | Peñarol                | 1  | 0 | 0 | 9  | 2 |
| Gustavo Matosas       | 1967-05-25 | San Lorenzo Almagro    | 1  | 0 | 0 | 6  | 1 |
| Marcelo Tejera        | 1973-08-06 | Defensor Sporting Club | 0  | 1 | 0 | 1  | 0 |
| Aanval                |            |                        |    |   |   |    |   |
| Peter Méndez          | 1964-01-27 | Defensor Sporting Club | 8  | 0 | 4 | 8  | 4 |
| Gustavo Ferreyra      | 1972-05-29 | Peñarol                | 4  | 1 | 1 | 5  | 1 |
| Sergio Martínez       | 1969-02-15 | Peñarol                | 4  | 0 | 0 | 19 | 2 |
| William Gutiérrez     | 1963-03-29 | Deportes Temuco        | 2  | 5 | 0 | 7  | 0 |
| Raphael Aguerre       | 1969-07-31 | Montevideo Wanderers   | 1  | 0 | 0 | 1  | 0 |
| Venancio Ramos        | 1959-06-20 | Club Nacional          | 0  | 1 | 0 | 41 | 5 |

AUF · A-internationals · Selecties · Bondscoaches · Uruguayaans vrouwenelftal · Olympisch elftal · Uruguay U21 · Uruguay U20 · Uruguay U19 · Uruguay U18 · Uruguay U17
1900 – 1909 ·
1910 – 1919 ·
1920 – 1929 ·
1930 – 1939 ·
1940 – 1949 ·
1950 – 1959 ·
1960 – 1969 ·
1970 – 1979 ·
1980 – 1989 ·
1990 – 1999 ·
2000 – 2009 ·
2010 – 2019 ·
2020 – 2029
WK 1930 · 
WK 1950 · 
WK 1954 · 
WK 1962 · 
WK 1966 · 
WK 1970 ·
WK 1974 · 
WK 1986 · 
WK 1990 · 
WK 2002 · 
WK 2010 · 
WK 2014 · 
WK 2018
OS 1924 · 
OS 1928 ·
OS 2012
1902 · 
1903 · 
1904 · 
1905 · 
1906 · 
1907 · 
1908 · 
1909 ·
1910 · 
1911 · 
1912 · 
1913 · 
1914 · 
1915 · 
1916 · 
1917 · 
1918 · 
1919 ·
1920 · 
1921 · 
1922 · 
1923 · 
1924 · 
1925 · 
1926 · 
1927 · 
1928 · 
1929 ·
1930 · 
1931 · 
1932 · 
1933 · 
1934 · 
1935 · 
1936 · 
1937 · 
1938 · 
1939 ·
1940 · 
1941 · 
1942 · 
1943 · 
1944 · 
1945 · 
1946 · 
1947 · 
1948 · 
1949 ·
1950 · 
1951 · 
1952 · 
1953 · 
1954 · 
1955 · 
1956 · 
1957 · 
1958 · 
1959 ·
1960 · 
1961 · 
1962 · 
1963 · 
1964 · 
1965 · 
1966 · 
1967 · 
1968 · 
1969 ·
1970 · 
1971 · 
1972 · 
1973 · 
1974 · 
1975 · 
1976 · 
1977 · 
1978 · 
1979 ·
1980 · 
1981 · 
1982 · 
1983 · 
1984 · 
1985 · 
1986 · 
1987 · 
1988 · 
1989 ·
1990 ·
1991 · 
1992 · 
1993 · 
1994 · 
1995 · 
1996 · 
1997 · 
1998 · 
1999 · 
2000 · 
2001 · 
2002 · 
2003 · 
2004 · 
2005 · 
2006 · 
2007 · 
2008 · 
2009 · 
2010 · 
2011 · 
2012 · 
2013 · 
2014 · 
2015 · 
2016 ·
2017 ·
2018 ·
2019 ·
2020 ·
2021 ·
2022 ·
2023 ·
2024
Algerije ·
Angola ·
Argentinië ·
Australië ·
België ·
Bolivia ·
Brazilië ·
Bulgarije ·
Canada ·
Chili ·
China ·
Colombia ·
Costa Rica ·
Cuba ·
DDR ·
Denemarken ·
Duitsland ·
Ecuador ·
Egypte ·
Engeland ·
Estland ·
 Finland ·
Frankrijk ·
Georgië ·
Ghana ·
Guatemala ·
Haïti ·
Honduras ·
Hongarije ·
Ierland ·
India ·
Indonesië ·
Irak ·
Iran ·
Israël ·
Italië ·
Ivoorkust ·
Jamaica ·
Japan ·
Joegoslavië ·
Jordanië ·
Libië ·
Luxemburg ·
Maleisië ·
Mexico ·
Marokko ·
Nederland ·
Nicaragua ·
Nieuw-Zeeland ·
Nigeria ·
Noord-Ierland ·
Noorwegen ·
Oekraïne ·
Oezbekistan ·
Oman ·
Oostenrijk ·
Panama ·
Paraguay ·
Peru ·
Polen ·
Portugal ·
Roemenië ·
Rusland ·
Saarland ·
Saoedi-Arabië ·
Schotland ·
Senegal ·
Servië & Montenegro ·
Singapore ·
Slovenië ·
Sovjet-Unie ·
Spanje ·
Tahiti ·
Thailand ·
Trinidad en Tobago · 
Tsjechië ·
Tsjecho-Slowakije ·
Tunesië · 
Turkije ·
Venezuela ·
Verenigde Arabische Emiraten ·
Verenigde Staten ·
Wales ·
Zuid-Afrika ·
Zuid-Korea ·
Zweden ·
Zwitserland
Argentinië (1986) ·
België (1990) ·
Brazilië (1950) · 
Colombia (2014) ·
Costa Rica (2014) ·
Denemarken (1986) ·
Denemarken (2002) ·
Duitsland (2010) ·
Egypte (2018) ·
Engeland (2014) ·
Frankrijk (2002) ·
Frankrijk (2010) ·
Frankrijk (2018) ·
Ghana (2010) ·
Italië (1990) ·
Italië (2014) ·
Mexico (2010) ·
Nederland (1974) ·
Nederland (2010) ·
Portugal (2018) ·
Rusland (2018) ·
Saoedi-Arabië (2018) ·
Schotland (1986) ·
Senegal (2002) ·
Spanje (1990) ·
West-Duitsland (1986) ·
Zuid-Afrika (2010) ·
Zuid-Korea (1990) ·
Zuid-Korea (2010)